# Jan Hendrik Christoffel ten Broeke
Jan Hendrik Christoffel ten Broeke, meest aangeduid als J.H.C. ten Broeke, (Amsterdam, 16 september 1817 – aldaar, 30 januari 1886) was organist.
Hij werd geboren binnen het gezin van horlogemaker Jan ten Broeke en Anna Catharina Kauke. Hij was getrouwd met Christina Alida Dencker en na haar overlijden met Jeanne Claudine Schultz.
Hij werd op jeugdige leeftijd getroffen door blindheid. Hij werd als zesjarige geplaatst op het Blindeninstituut in Amsterdam. Hij kreeg er lessen van M. van Oord, L. Reinhold, M.W. Wiggers en Jan Daniël Brachthuizer. Hij werd op 1 april 1834 organist van de Oude Kerk te Amsterdam, speelde vaak improvisaties. Hij was ook beiaardier van de Zuiderkerk. In 1865 bespeelde hij het Flaes-orgel orgel van de Oudezijdskapel bij de ingebruikname. Dat staat tegenwoordig in de Oosterkerk in Goes.
Voorts was hij betrokken bij de Nederlandse Vereniging van Organisten, die regelmatig concerten organiseerde voor weduwen van organisten.
Een van zijn leerlingen Christiaan Frederik Hendriks werd behalve kerkorganist ook solo-organist bij het Concertgebouworkest. Voor wat betreft orgelmuziek was hij leermeester van Rudolf Loman, later bekend als schaker.